# (100523) 1997 CT2
(100523) 1997 CT2 es un asteroide perteneciente al cinturón de asteroides, descubierto el 2 de febrero de 1997 por el equipo del Spacewatch desde el Observatorio Nacional de Kitt Peak, Arizona, Estados Unidos.

## Designación y nombre
Designado provisionalmente como 1997 CT2.

## Características orbitales
1997 CT2 está situado a una distancia media del Sol de 2,518 ua, pudiendo alejarse hasta 3,049 ua y acercarse hasta 1,987 ua. Su excentricidad es 0,210 y la inclinación orbital 2,170 grados. Emplea 1459,61 días en completar una órbita alrededor del Sol.

## Características físicas
La magnitud absoluta de 1997 CT2 es 16,7.